# تورج محمدی
تورج محمدی پژوهشگر ایرانی و استاد مهندسی شیمی دانشگاه علم و صنعت ایران است. او دارای بیش از هفده هزار ارجاع در پایگاه گوگل اسکولار است.
او در سال ۱۳۹۶ به‌عنوان استاد ممتاز دانشگاه علم و صنعت معرفی شد.